# Jostbergkloster
Das Jostbergkloster war eine Niederlassung der Franziskanerobservanten auf einem Höhenzug des Teutoburger Waldes südwestlich von Bielefeld. Erhalten sind die Grundmauern der spätgotischen Klosterkirche.

## Geschichte

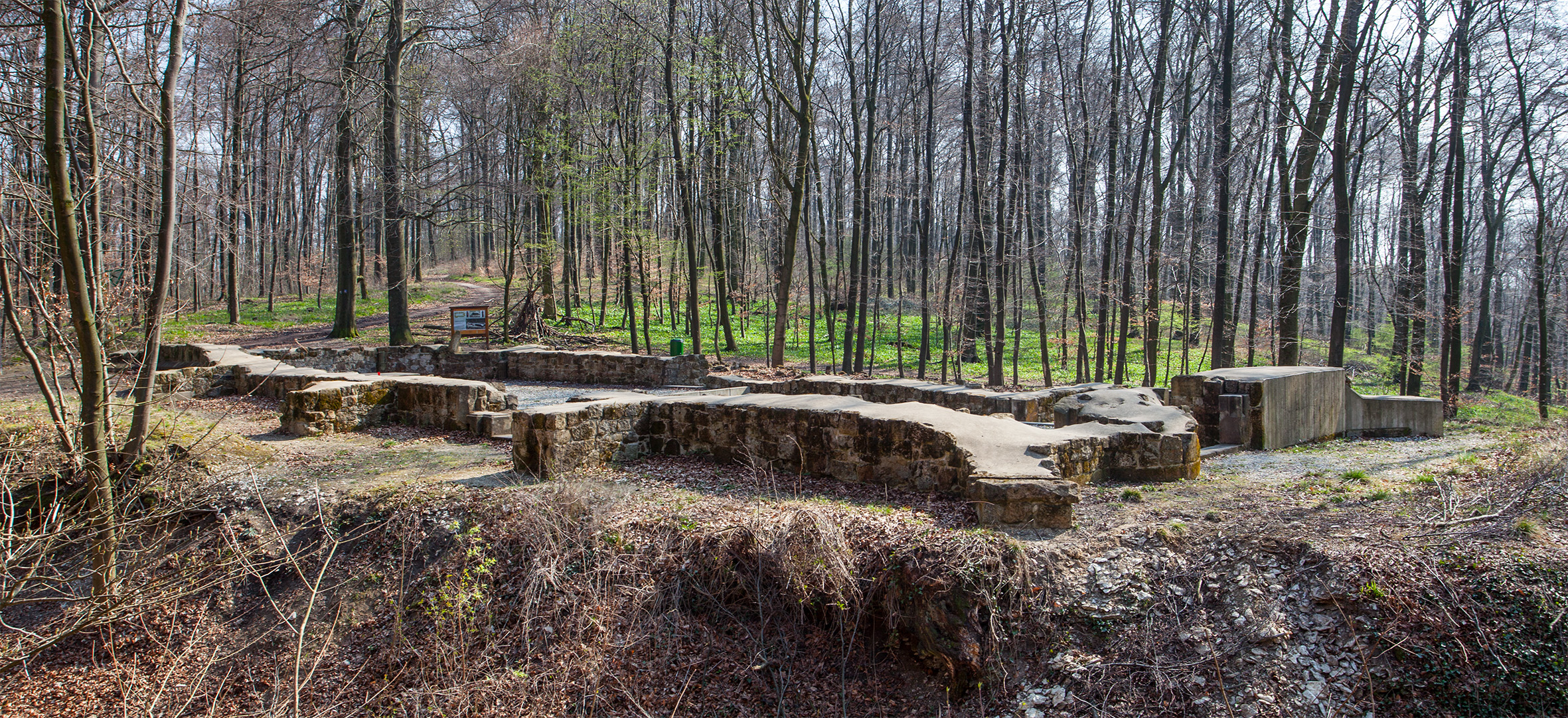
Die Reste des Jostbergklosters (Ansicht von Westen)

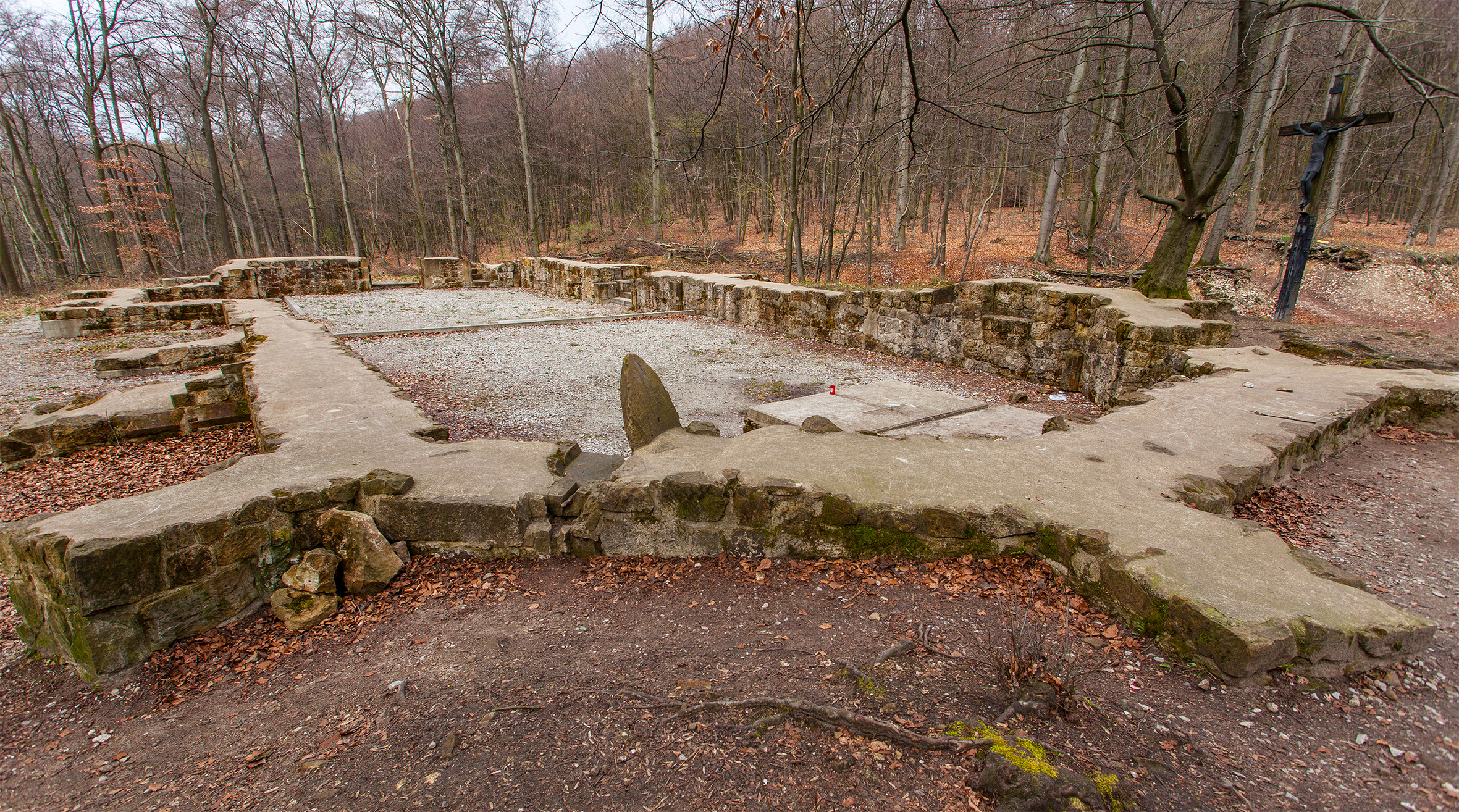
Die Fundamente der ehemaligen Klosterkirche

In einer Urkunde des Jahres 1483 stellte Bischof Simon III. von Paderborn fest, dass zwei Jahre zuvor Gläubige auf dem Loyckhuserberge begonnen hatten, den heiligen Eremiten Jodokus, den Schutzpatron der Pilger, in einem Häuschen (domuncula) zu verehren. Da eine Wallfahrt entstanden war, erlaubte der Bischof den Bau einer Kapelle zu Ehren des Jodokus und der heiligen Maria. Spätestens 1496 baten der Franziskaner Johannes Schrage und sein Bruder, der Bielefelder Kaufmann Wessel Schrage, den Herzog Wilhelm von Jülich und Berg, Grafen von Ravensberg, darum, Franziskaner zu berufen, um den Jodokuskult vor Ort mit Hilfe einer klösterlichen Niederlassung zu betreuen. Nach einer Ortsbesichtigung lehnten die Ordensoberen der Kölnischen Franziskanerprovinz (Colonia) dies jedoch ab, da der Ort sehr einsam sei und sie wegen der nahe gelegenen Franziskanerklöster in Hamm und Lemgo keine weitere Niederlassung übernehmen könnten. Als der Herzog mit der Berufung eines anderen Ordens drohte und Wessel Schrage zudem beim Bischof und der Römischen Kurie intervenierte, erlaubte  Papst Alexanders VI. dem Franziskaner Deithard Duve, bei der Kapelle eine Niederlassung des Ordens zu errichten. Der Herzog übergab den Franziskanern die Kapelle und das umliegende Terrain.
1501 erhielten die Franziskaner aus Rom die Genehmigung, an einer anderen Stelle auf dem Berg, an der höchsten Stelle der Passstraße von Bielefeld nach Halle, ein Kloster neu zu bauen, das 1502 geweiht wurde. Jedoch beklagten sich die Brüder über den Wind im Winter und Wassermangel im Sommer sowie über die Abgeschiedenheit, die die Seelsorge und das Betteln erheblich behinderten; 1504 starben zwei der Brüder. Am 10. Juni 1507 genehmigte Papst Julius II. gegen den Protest des Stifters Schrage eine Übersiedlung des Klosters in die Stadt Bielefeld, wo den Franziskanern ein Grundstück an der Obernstraße geschenkt  worden war. Die neue Klosterkirche St. Jodokus und Franziskus wurde 1511 konsekriert.

## Bau und Anlage
Die spätgotische Klosterkirche ist in Grundmauern in einer Höhe bis zu einem Meter erhalten. Der Chor ist 9,1 Meter breit und 14 Meter lang. Die Kirche war einschiffig mit drei Jochen und hatte einen 5/8-Chorschluss und eine Gesamtlänge von 24,4 Metern Innenmaß.
Die Ruine der Klosterkirche wurde 1912 auf Veranlassung der Stadt Bielefeld und 1966 durch die römisch-katholische Kirchengemeinde St. Jodokus freigelegt. Seitdem zerfiel das Bauwerk; Souvenirjäger hatten wiederholt Stücke herausgebrochen. Erst 1993/94 erfolgte eine archäologische Grabung und Dokumentation. Die Instandsetzung und teilweise Restaurierung der Kirchenruine wurde 2009 beendet.